# Световна валута
Във валутния пазар и в международните финанси световна валута, наднационална валута или глобална валута означават валута, с която се търгува на международно ниво без установени граници.

## В миналото и сега

### Испански долар (17 – 19 век)
През 17 и 18 век чрез използването на сребърния испански долар или „пиастър“, разпространило се от испанските територии в Америка до Азия на Запад и на изток в Европа, се установява първата световна валута. Испанското политическо господство на световната сцена, значението на испанските търговски пътища в Атлантическия и Тихия океан, както и качеството на монетите и чистотата на среброто, с което са изработени, спомагат за международното ѝ приемане като разплащателно средство в продължение на два века. Пиастърът e законно платежно средство в испанските тихоокеански територии във Филипините, Микронезия, Гуам и Каролинските острови, а по-късно и в Китай и други страни от Югоизточна Азия до средата на 19 век. В Америките той е законно платежно средство в цяла Южна и Централна Америка (освен Бразилия), както и в САЩ и Канада до средата на 19 век. В Европа испански долар е законно платежно средство на Иберийския полуостров, в по-голямата част от Италия, включително Милано, в неаполитанското Кралство, Сицилия, Сардиния, във Франш-Комте (Франция) и в испанските Нидерландии. Използван е и в други европейски държави например Австрия на Хабсбургите.

### Златен стандарт (19 – 20 век)
До и в рамките на по-голямата част на 19 век международна търговия се изразява във валути, които представляват определено тегло в злато. По това време повечето национални валути са по същество просто различни начини за измерване теглото на златото (подобно на ярда и метъра, които са мерки за дължина и свързани с постоянен коефициент на преобразуване). Затова някои твърдят, че златото е първата световна валута. Колапсът на международния златен стандарт по време на Първата световна война има тежки последици за световната търговия.

### Британска лира
До 1944 г. световната референтна валута е британската лира.

### Щатски долар
В периода след Бретън-Удската конференция от 1944 г., националните валутни курсове са фиксирани към щатския долар, който може да бъде разменян за определено количество злато. Това засилва господството на американския долар като световна валута.
След разпадането на режима на фиксиран разменен курс и златния стандарт и последвалото създаване на плаващи валутни курсове след Споразумението от Смитсониън през 1971 г., повечето валути в света вече не са обвързани с щатския долар. Но тъй като Съединените щати са най-голямата световна икономика, повечето международни сделки продължават да се извършват в щатски долари, и доларът де факто остава световна валута. Според Робърт Гилпин в Глобалната политическа икономика: разбиране на световния икономически ред (2001): „Някъде между 40 и 60% от международните финансови транзакции се извършват в щатски долари. В продължение на десетилетия, доларът е също и основната световна резервна валута; през 1996 г., доларът съставя около две трети от световните валутни резерви“, в сравнение с около една четвърт в евро (вж резервна валута).
Някои валутите все още са фиксирани към долара. Страни като Еквадор, Салвадор и Панама отиват дори по-далеч и премахват собствените си валути в полза на щатския долар.

### Евро
Еврото наследява статута на една от водещите резервни валути от германската марка (DМ), а употребата му като официален резерв се увеличава както поради стремежа на банките да диверсифицират своите резерви, така и поради разширяването на търговията в еврозоната.
Както и при долара, някои от световните валути са фиксирани към еврото. Обикновено това са източноевропейски валути като българския лев, както и няколко западноафрикански валути като ескудо на Кабо Верде ескудо и CFA франк („сефа франк“). Други европейски страни, макар и не членове на ЕС, са приели еврото заради валутни съюзи с държави членки, а някои заместват собствените си валути: Андора, Монако, Косово, Черна гора, Сан Марино и Ватикана.
Към декември 2016 еврото надвишава долара по отношение парите в обращение, като стойността на банкнотите е над 610 млрд. евро, еквивалентни на 800 млрд. щ.д. по тогавашния обменен курс. Докладът на Световната търговска организация за 2016 г. посочва, че световната търговия с енергия, храни и услуги се осъществява 60% в долари и 40% в евро.